# Гирса, Вацлав
Вацлав Гирса (чеш. Václav Girsa; 28 ноября 1875, Шепетовка, Волынская губерния — 23 июня 1954, Прага) — чехословацкий дипломат, государственный деятель, заместитель министра иностранных дел Чехословакии, посол Чехословакии в Польше (1927—1935), Латвии, Эстонии, Финляндии (1927—1934) и Югославии (1935—1938). Врач.

## Биография
Родился в семье чешских колонистов на Подолье. Начальную школу и гимназию окончил в Российской империи, русский язык для Вацлава был вторым родным языком. Изучал медицину в Карловом университете в Праге. С 1911 года работал заведующим хирургическим отделением областной больницы в Киеве.
Во время Первой мировой войны сотрудничал с чешской общиной, занимался организацией чехословацкого освободительного движения в России. Тогда же установил контакт с Чехословацким национальным советом в Париже. С 1917 года был председателем ведомства Чехословацкой унии на Руси.
В 1918 году в составе Чехословацких легионов оказался в Сибири. В. Гирса был уполномоченным при переговорах с большевицким правительством по вопросам транспортировки чешских легионов через транссибирскую магистраль до Владивостока. В 1919—1920 годах он был доверенным представителем чехословацкого правительства на Дальнем Востоке. На данной должности организовал отправку легиона из России до США.
В марте 1919 года В. Гирса внёс большой вклад в принятие закона под названием «Вспомогательная акция помощи беженцам в Чехословацкую Республику». В июле 1921 года он стал председателем всеминистерской комиссии, заведующую знаменитой «Русской акцией». Эта акция имела исключительное значение в жизни русской эмиграции и в отдельности казаков в Чехии.
В 1920 году был инициатором открытия Славянского института в Праге, там же и работал.
С 1921 по 1927 год занимал должность заместителя министра иностранных дел Чехословакии Э. Бенеша и уполномоченного министра при президенте Т. Г. Масарике, был ответственным за восточную политику, в том числе за кампанию по оказанию помощи России. Весной 1922 года Вацлав Гирса принял участие в Генуэзской конференции, на которой было принято решение о прекращении экономической блокады Советской России. Именно эти решения и сыграли важную роль в развитии чехословацко-советских отношений. Вацлав Гирса подписал «Временные договоры о торговых отношениях» с РСФСР и УССР. Это был важный шаг в признании де-факто советских республик.
В 1927 году был назначен послом Чехословакии в Польше, где оставался до 1935 года. В течение этого периода он был также посланником Чехословакии в Финляндии, с резиденцией в Варшаве (1934), а также в Латвии и Эстонии. Сохранились его критические заметки по отношению к польской власти и её внешней политике.
В 1935—1938 годах — чрезвычайный и полномочный посол в Югославии.
Во время Второй мировой войны, после захвата чешской земли нацистской Германией в 1939 году, В. Гирса принимал активное участие в движении Сопротивления. Был одним из инициаторов Политического центра, который занимался информационной деятельностью и борьбой против фашистских оккупантов.
После окончания войны в 1945 году, некоторое время работал советником при президенте Бенеше.
С 1948 года, после прихода коммунистов к власти в Чехословакии, общественной деятельностью не занимался.

## Награды
- 1935 — Орден Орлиного креста 1-й степени (Эстония)